# Saint-Félix-de-Pallières
Saint-Félix-de-Pallières är en kommun i departementet Gard i regionen Occitanien i södra Frankrike. Kommunen ligger i kantonen Lasalle som tillhör arrondissementet Le Vigan. År 2022 hade Saint-Félix-de-Pallières 201 invånare.

## Befolkningsutveckling
Antalet invånare i kommunen Saint-Félix-de-Pallières
Referens:INSEE